# 금동불좌상(아미타불)
금동불좌상(아미타불)(金銅佛坐像(阿彌陀佛))은 서울특별시 종로구 서울역사박물관에 있는 불상이다. 2003년 9월 5일 서울특별시의 유형문화재 제168호 금동아미타불좌상으로 지정되었다가, 2009년 6월 4일 금동불좌상(아미타불)(金銅佛坐像(阿彌陀佛))으로 문화재 지정명칭이 변경되었다.

## 개요
이 불상은 엄지와 중지를 맞대어 하품중생인(下品中生印)의 수인(手印)을 하고 있는데 조성기(造成記)가 남아 있지 않아 정확한 조성연대는 알기 어려우나 얼굴과 신체, 의복 등 표현 면에서 고려후기～조선 초기의 전형적인 양식을 보여주고 있다.
머리는 전체가 촘촘한 나발(螺髮)로 이루어져 있고 육계(肉髻)는 낮고 넓적하게 표현되었다. 머리와 육계의 경계선 부분에는 중간계주(中間髻珠)를 장치하였던 구멍이 크게 나있다. 얼굴은 이마 부분이 넓고 턱부분으로 내려오면서 좁아져 역삼각형에 가깝게 둥글고 미간에는 지름
2.0cm, 깊이 1.3cm 크기의 큼직한 백호공(白毫孔)이 뚫려 있다. 마치 중생들을 굽어보는 것과도 같이 눈을 내려 뜨고 앉아 있어 자비 가득한 시선을 느끼게 한다. 뺨은 통통하고 코는 오똑하며 귀는 두툼하고 길다. 이 불상에서 보이는 중간계주, 대형의 백호공, 낮으면서 넓은 육계 등은 고려시대 철불(鐵佛)과 금동불(金銅佛)에서 자주 나타나는 특징 가운데 하나이다.
목에는 약 1cm 간격으로 촘촘하게 삼도(三道)가 표현되었고 신체는 어깨가 넓지 않으면서도 정한 편이다. 이 좌상은 통견(通肩, 袈裟가 양 어깨를 모두 가린채 걸쳐진 형태)의 법의(法衣)를 걸쳤는데 양어깨에서 흘러내린 옷자락은 무릎 아래로 촘촘한 주름을 이루며 흘러내리고 있다. 오른팔에 걸쳐 내린 옷자락이 왼쪽 옷자락 안으로 끼워져 있으며 대의(大衣) 안으로는 가슴과 평행하게 군의(裙衣)를 입고 그 위에 리본형의 띠매듭을 묶었다. 군의를 묶은 ′u'字형 띠매듭은 고려 후기～조선 초기 불상에서 흔히 볼 수 있는 것으로 《상곡사 금동약사여래좌상》(1346년)과 《문수사 금동아미타불좌상》(1346년), 《신암사 아미타여래좌상》, 《국립부여박물관 소장 금동불좌상》(14세기 전기), 《국립진주박물관 금동 아미타불좌상》(14세기), 《순창 순평사 금동여래좌상》(15세기 경) 등 많은 예에서 나타나고 있다. 그러나 고려 후기 불상들 왼쪽 가슴 아래에 거의 빠지지 않고 나타나는 금구장식(金具裝飾)이 이 불상에서는 보이지 않고 있다.
수인(手印)은 아미타불의 手印 중 하나인 하품중생인(下品中生印)을 결하고 있는데 오른손은 가슴 부근으로 들어 엄지와 셋째 손가락을 맞붙이고 있으며 왼손은 무릎으로 내려 역시 첫째와 셋째 손가락을 맞대고 있다. 이러한 수인(手印) 역시 고려 후기 아미타불상의 전형적인 수
인이지만 이 불상에서는 무릎 쪽으로 내린 왼손을 조금 바깥쪽으로 벌리고 있다는 점에서 약간의 차이가 있다.
이 불상은 전체적으로 단정하면서도 안정감 있는 신체 표현 등에서 볼 때 고려 후기 단아양식(端雅樣式, 14세기 무신집권기가 끝나고 수도가 강화에서 개경으로 다시 옮겨진 후 나타나는 고려후기 불상들의 특징을 집약한 용어로 너무 추상적이거나 육감적이지 않고 균형이 잡혀 있는 불상을 일컫는 말)의 특징을 잘 보여주면서도 다소 두텁고 형식화된 옷주름의 형태, 쳐진 젖가슴의 표현, 유난히 작게 표현된 발 등으로 볼 때 고려말에서 조선 초기에 이르는 작품으로 보인다.
서울역사박물관에 소장되어 있는 이 불상은 고려후반～조선초기의 전형적인 금동불로서 14세기 무렵의 불상 연구에 있어 자료적 가치가 크다. 상호(相好)도 원만하고 대의(大衣) 표현도 상당한 수준에 이르렀으며 보존상태도 양호하다.

## 참고 자료
- 금동불좌상(아미타불) - 국가유산청 국가유산포털